# Грос-Грюнхорн
Грос-Грю́нхорн (нем. Gross Grünhorn) или Грюнхо́рн (нем. Grünhorn) — гора в Бернских Альпах, кантон Вале, Швейцария. Её высота — 4 044 метра над уровнем моря.

## География
Грос-Грюнхорн расположен в гребне, разделяющем два крупнейших ледника Альп: Большой Алечский ледник на западе и ледник Фишер на востоке.
Южнее Грос-Грюнхорна находится вершина Грос-Ванненхорн (нем. Gross Wannenhorn или Большой Ванненхорн), а севернее — Грос-Фишерхорн (нем. Gross Fiescherhorn).

## Альпинизм
Начальной точкой нормального маршрута восхождения на Грос-Грюнхорн через Грюнеггхорн (нем. Grünegghorn) и юго-западный гребень является горный приют Конкордиахютте (нем. Konkordiahütte), высота — 2 850 метров над уровнем моря), куда можно добраться от Фиша (нем. Fiesch, 1 049 м).

### История восхождений

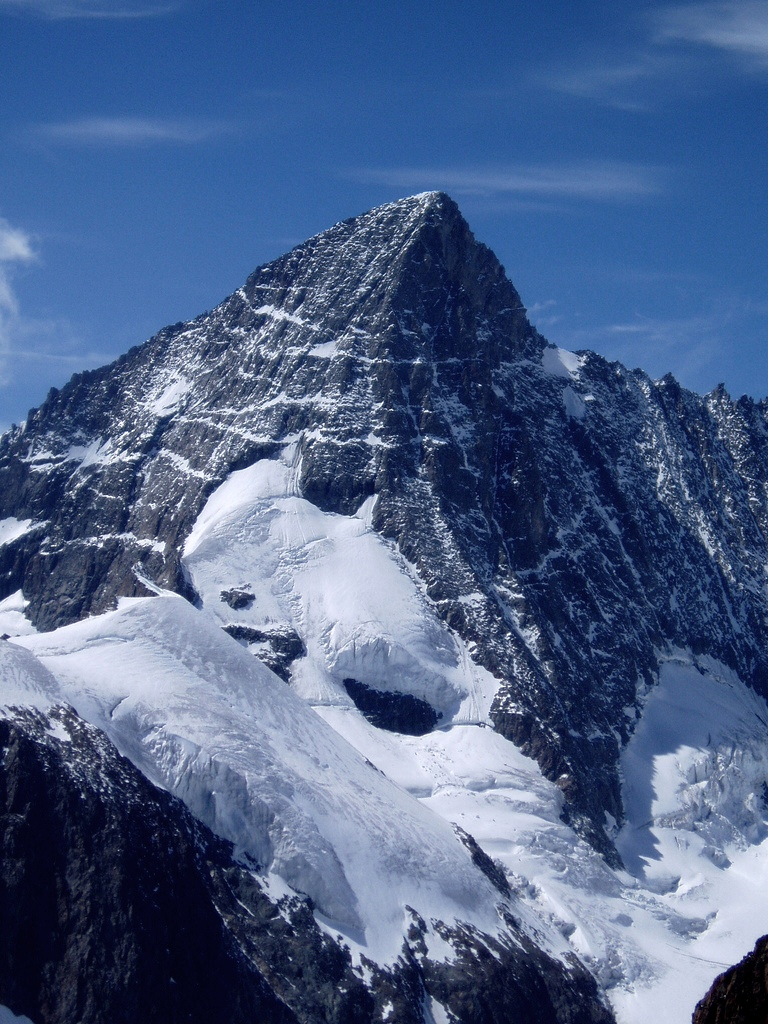
Вид на Грос-Грюнхорн с востока от альпийского приюта Финстераархорнхютте

Первое восхождение на Грос-Грюнхорн было совершено 7 августа 1865 года бернским геологом Эдмундом фон Фелленбергом (нем. Edmund von Fellenberg) с местными проводниками Петером Михелем (нем. Peter Michel), Петером Эггером (нем. Peter Egger) и Петером Инэбнитом (нем. Peter Inäbnit). Они поднялись на гору с западной стороны, со стороны фирнового поля Эвигшнеефельд (нем. Ewigschneefeld), являющегося одним из притоков Алечского ледника. Они успешно достигли вершины, несмотря на плохие погодные условия. Эта же группа альпинистов и в предыдущем году предпринимала попытку взойти на этот пик, но тогда они смогли подняться только до нижней части Грюнеггхорна.
Следующее восхождение было совершено американцем У. А. Б. Кулиджем (англ. W. A. B. Coolidge) с проводниками Кристианом Альмером (нем. Christian Almer) и Рудольфом Алмером (нем. Rudolf Almer).
Маршрут по северо-восточному гребню был пройден 26 августа 1913 года Д. фон Бетман-Холлвегом (нем. D. von Bethmann-Hollweg) и О. Суперсаксо (нем. O. Supersaxo).
Летом 1950 года Г. Ван дер Лек (G. Van der Leck) прошёл северную стену Грос-Грюнхорна.
Западный пиллар (скальная колонна, контрфорс) был пройден Блумом (C. Blum) и Фраем (U. Frei) 27 августа 1967 года.